# Roberto Lunelli
Roberto Lunelli (Bento Gonçalves, 7 de junho de 1967 – Bento Gonçalves, 20 de agosto de 2016) foi um professor e político brasileiro. De janeiro de 2009 a dezembro de 2012, exerceu o cargo de prefeito de Bento Gonçalves.
Filiado ao PT, Lunelli se candidatou às eleições para a prefeitura de Bento Gonçalves de 2008 juntamente com seu vice Gentil Santalúcia (PPS), concorrendo com o peemedebista Alcindo Gabrielli. Na ocasião, o candidato petista venceu com 62,51% dos votos, se tornando o primeiro filiado ao PT a ser prefeito de Bento Gonçalves.
Candidato à reeleição juntamente com Santalúcia, em 2012, Lunelli obteve a segunda maior votação de Bento Gonçalves. O vencedor foi o representante do PP, Guilherme Pasin, na eleição mais acirrada da história recente do município. Enquanto Pasin somou 29.395 votos (44,80%), o candidato petista fez 29.012 (44,21%), o que colocou fim ao seu projeto de continuidade.
Morreu no dia 20 de agosto de 2016, após um acidente de carro enquanto fazia campanha para as eleições municipais de 2016.